# Waldesruh (Oelsnitz/Erzgeb.)
Die Waldesruh oder Waldesruhsiedlung ist eine Ortslage der südwestsächsischen Stadt Oelsnitz/Erzgeb. im Erzgebirgskreis.
Die Planung der Werkssiedlung für Bergarbeiter erfolgte unter Berücksichtigung gesunder Wohnverhältnisse durch das Leipziger Architekturbüro Händel & Franke. Die ersten 64 Häuser der Siedlung Waldesruh wurden von 1920 bis 1922 mit dem Heimstättenbeitrag durch die Gewerkschaft Deutschland erbaut. Die ein- und zweistöckigen Häuser wurden im Stil des Heimatschutzes als Dreigiebelhaus für 2 oder 4 Familien entwickelt. 
Ein bereits 1924 genehmigter Ausbau erfolgte nach der Einstellung des Heimstättenbeitrags nicht mehr. Von 1955 bis 1957 entstanden dann nochmals weitere 30 Häuser, seitdem erfuhr die Siedlung keine umfassende Veränderung mehr.
Von Einheimischen wird die ursprünglich als Bergmannsheim bezeichnete Siedlung auch Negerdorf genannt, diese volkstümliche Bezeichnung erfolgte in Anspielung auf die rußgeschwärzten Gesichter der dort lebenden Bergbaukumpel.